# Эспехо, Алехандра
Мария Алехандра Мендиола Эспехо (исп. Maria Alejandra Mendiola Espejo) (1950, Мексика — 10 февраля 2004, Мехико, Мексика) — мексиканская актриса театра и кино.

## Биография
Родилась в 1950 году в Мексике. В мексиканском кинематографе ярко дебютировала в 1981 году, снявшись в комедийном телесериале «¡¡Cachún cachún ra ra!!» в роли профессора Эспехо и с тех пор снялась в 19 фильмах и сериалах, следующим успехом актрисы являлся телесериал «Моя вторая мама», где она исполнила роль служанки Ирене Монтенегро Матильде. Также была известна и в театральном направлении.

### Последние годы жизни
В последние годы жизни актриса страдала от артериосклероза лёгких и расширения сердца. 
Скончалась 10 февраля 2004 года в Мехико. По её просьбе она была кремирована и её прах был развеян в заливе близ Акапулько.

## Личная жизнь
Алехандра Эспехо вышла замуж за Тито Гульена Эрреру. Они были неразлучны до смерти актрисы.

## Фильмография

### Избранные телесериалы
- 1981 — «¡¡Cachún cachún ra ra!!» — профессор Эспехо.
- 1985-2007 — «Женщина, случаи из реальной жизни»
- 1989 — «Моя вторая мама» — Матильде.
- 1995 — «Акапулько, тело и душа» — Эльвира Торрес.